# Račice nad Trotinou
Račice nad Trotinou (německy Ratschitz an der Trotina) jsou obec v okrese Hradec Králové v Královéhradeckém kraji. Žije zde 147 obyvatel.

## Historie
První písemná zmínka o obci pochází z roku 1437.
V 17. století spadala ves Račice pod panství Smiřice. V dobách rekatolizace byla dle soupisu poddaných ve smiřickém panství tato ves „druhá spurná, protivná, rebelantská“, protože její obyvatelé odmítali přijmout katolické náboženství. K synům račického sedláka Jana Taraby patřil např. Mikuláš Taraba ze Světí, který v roce 1742 s celou svou rodinou emigroval kvůli svobodě svědomí. Mikuláš s rodinou žil jako exulant  zprvu v Münsterbergu, v roce 1750 byl na seznamech kolonistů zakládajících v exilu českou obec Husinec. V roce 1772 se stal rychtářem v Horních Poděbradech.

## Obyvatelstvo
| Rok            | 1869 | 1880 | 1890 | 1900 | 1910 | 1921 | 1930 | 1950 | 1961 | 1970 | 1980 | 1991 | 2001 | 2011 | 2021 |
| -------------- | ---- | ---- | ---- | ---- | ---- | ---- | ---- | ---- | ---- | ---- | ---- | ---- | ---- | ---- | ---- |
| Počet obyvatel | 565  | 560  | 574  | 486  | 510  | 497  | 445  | 285  | 296  | 263  | 195  | 153  | 145  | 141  | 151  |
| Počet domů     | 74   | 77   | 82   | 82   | 81   | 82   | 89   | 91   | 86   | 82   | 72   | 84   | 84   | 82   | 82   |

## Obecní správa
Mezi lety 1869–1980 Račice nad Trotinou byly obcí v okrese Dvůr Králové nad Labem (v roce 1869 Dvůr Králové) (1869–1930), poté v okrese Jaroměř (1950) a později v okrese Hradec Králové. Od 1. července 1980 do 23. listopadu 1990 patřily jako část obce k Hořiněvsi a od 24. listopadu 1990 jsou opět samostatnou obcí.

### Obecní symboly
Znak a vlajka byly obci uděleny rozhodnutím předsedy Poslanecké sněmovny Parlamentu České republiky dne 4. dubna 2019.

## Pamětihodnosti
- Brána usedlosti čp. 47
- Zemědělský dvůr čp. 59

## Rodáci
- Otakar Hák (1913–?), důstojník československé armády, partyzánský velitel z období 2. světové války
- Jan Václav Novák (1853–1920), literární historik